# Jean Aicardi
Jean Aicardi (Rambouillet, 8 de novembro de 1926 - Paris, 3 de agosto de 2015) foi um neurologista francês. Descreveu a síndrome de Aicardi em 1965.